# Portaceli, Palenque
Portaceli är en ort i Mexiko.   Den ligger i kommunen Palenque och delstaten Chiapas, i den sydöstra delen av landet, 800 km öster om huvudstaden Mexico City. Portaceli ligger 113 meter över havet och antalet invånare är 194.
Terrängen runt Portaceli är huvudsakligen kuperad, men åt sydost är den platt. Runt Portaceli är det ganska glesbefolkat, med 34 invånare per kvadratkilometer. Närmaste större samhälle är Lázaro Cárdenas, 7,9 km nordost om Portaceli. Omgivningarna runt Portaceli är en mosaik av jordbruksmark och naturlig växtlighet.